# Marathon Oil
Pour les articles homonymes, voir Marathon.
Marathon Oil Corporation NYSE : MRO est une société internationale spécialisé dans la découverte et l'exploitation de gisements de pétrole et de gaz naturel. Son siège social est basé à Houston au Texas. Ses installations pétrolières sont principalement situées aux États-Unis, en Norvège, en Guinée équatoriale, en Angola et au Canada. Marathon Oil est également présent sur le marché de l'acheminement de gaz naturel et de pétrole brut (pour son compte ou pour d'autres entreprises). Marathon possède également les équipements lui permettant de produire du méthanol et du GPL à partir de gaz naturel et ce aux États-Unis, en Europe et en Afrique de l'ouest.

## Historique
En 1887, Ohio Oil Company est créé, acheté en 1889 par John D. Rockefeller's Standard Oil trust. L'entreprise fit partie de la Standard Oil jusqu'à ce que la Société fiduciaire soit arrêtée en 1911. En 1930, Ohio Oil Company acheta la Transcontinental Oil Company et se renomma Marathon. En 1962, la société changea de nom pour devenir la Marathon Oil Company. 
En 1981, la société Bass Brothers de Sid Bass prend une participation dans Marathon Oil. En 1982, United States Steel achète la société et permet à Bass de récolter plus de 100 millions d'USD. Le siège social déménagea vers Houston en 1990. En 2001, USX, la société de portefeuille à qui appartenait United Stain Steel et Marathon décida d'abandonner le marché du métal. En 2002, USX devint Marathon Oil Corporation.
En 1998, Marathon et Ashland formèrent Marathon Ashland Petroleum LLC dans le but de raffiner, transporter et vendre des produits pétroliers aux États-Unis. Marathon détient désormais 100 % de la venture après son rachat des actions Ashland le 30 juin 2005.
En 2003, Marathon vendit à Husky Energy, basé à Calgary, ses activités au Canada. Dans la même année, la société vendit ses parts dans le géant Yates Oil Field à Kinder Morgan.
À la fin de l'année 2003, les partenaires de Marathon Oil (Noble Energy et AMPCO) lancent le projet Bioko Island Malaria Control Project (BIMCP) en Guinée Equatoriale, projet visant à contrôler la diffusion du Paludisme. À la fin de l'année 2005, le projet a prouvé son succès en réduisant la transmission du paludisme, en diminuant la proportion d'enfant atteint par la maladie. Ce projet est présenté comme étant un modèle d'engagement dans une cause humanitaire par une société aux côtés d'un gouvernement, et d'organisations à but non lucratif dans le but d'éradiquer le paludisme dans les pays d'Afrique Équatoriale.
En 2011, Marathon Oil scinde une large partie de ses activités, dans une nouvelle entité appelée Marathon Petroleum qui regroupe ses actifs dans le raffinage, le transport et la distribution d'essence,.
En juin 2014, Det NorskeDet Norske annonce l'acquisition des activités norvégiennes de Marathon pour 2,7 milliards de dollars.
En avril 2016, Marathon vend des actifs pour 950 millions de dollars. En juin 2016, Marathon annonce l'acquisition de PayRock Energy pour 888 millions de dollars, augmentant ainsi sa présence dans le bassin de l'Oklahoma.
En novembre 2022, Marathon annonce l'acquisition pour 3 milliards de dollars d'Ensign, compagnie gazière opérant dans le sud du Texas.
En mai 2024, ConocoPhillips annonce l'acquisition pour 22,5 milliards de dollars de Marathon Oil.

## Responsabilité environnementale
Le Political Economy Reseach Institute a classé Marathon comme la 51e entreprise émettant le plus de gaz polluants des États-Unis. Ce classement est basé sur la quantité (1,5 million de livres en 2005, soit près de 680 tonnes) ainsi que sur la toxicité des émissions. En 2000, le Kentucky Natural Resources and Environmental Cabinet a réclamé à Marathon une amende de 170 000 $ pour la fuite d’un pipeline. La même année, l’État du Texas a fait parvenir à Marathon une Notice of Enforcement pour des émissions de gaz trop importantes. L’agence de protection de l’environnement a depuis épinglé Marathon pour non-respect d’un plan de prévention contre la pollution atmosphérique ainsi que pour la règlementation relative aux eaux pluviales. En novembre 2006, l’Agence de protection de l’environnement a réclamé à Marathon Oil Company une amende de 38 000 $ pour non-respect des règles concernant le PCB.
En 2017, l'entreprise Marathon Oil est identifiée par l'ONG Carbon Disclosure Project comme la septième entreprise privée émettant le plus de gaz à effets de serre dans le monde.